# ديف مارتن (لاعب سنوكر)
ديف مارتن (بالإنجليزية: Dave Martin)‏ هو لاعب سنوكر بريطاني، ولد في 9 مايو 1948.